# Mustapha Kamel Nabli
Mustapha Kamel Nabli (arabe : مصطفى كمال النابلي), né le 10 février 1948 à Téboulba, est un universitaire, économiste et homme politique tunisien.
Il occupe le poste de ministre du Plan et du Développement régional de 1990 à 1995 et celui du gouverneur de la Banque centrale de Tunisie de 2011 à 2012.

## Biographie

### Jeunesse et études
Mustapha Kamel Nabli suit des études d'économie. Titulaire d'une maîtrise en sciences économiques et d'un master, il obtient un doctorat en sciences économiques à l'université de Californie à Los Angeles en 1974. Il est également diplômé de l'École nationale d'administration de Tunisie.

### Carrière académique et politique
Professeur agrégé en sciences économiques dès 1980, il occupe plusieurs responsabilités au sein de l'université de Tunis, où il enseigne pendant de nombreuses années. Membre expert auprès de plusieurs institutions, notamment la Communauté économique européenne et la Ligue arabe, il dirige durant la fin des années 1990 la section Moyen-Orient-Afrique du Nord à la Banque mondiale.
Professeur émérite des universités, il est également membre correspondant de l'Académie tunisienne des sciences, des lettres et des arts, ainsi que membre de plusieurs sociétés savantes et de think tank internationaux.
En 1988, il préside la Bourse de Tunis avant d'occuper le poste de ministre du Plan et du Développement régional entre mars 1990 et janvier 1995. Avec la révolution tunisienne de 2011, il se voit nommer à la tête de la Banque centrale de Tunisie par Mohamed Ghannouchi. Il s'attache durant son mandat à rassurer les investisseurs sur son indépendance, sur les capacités de la Tunisie à honorer ses dettes et à se redresser après les changements institutionnels.
Le 27 juin 2012, le président Moncef Marzouki décide de le démettre en concertation avec le chef du gouvernement Hamadi Jebali, ; la décision est validée par l'assemblée constituante le 18 juillet, par 110 votes contre 62. Il est remplacé par Chedly Ayari dont la candidature est confirmée par l'assemblée le 24 juillet.
En 2014, il présente sa candidature à l'élection présidentielle en tant qu'indépendant avant de se retirer le 17 novembre, obtenant finalement 0,21 % des voix.

### Distinctions
Le 23 novembre 2011, il est décoré des insignes de grand cordon de l'Ordre de la République tunisienne,.

## Publications
- Actes du colloque coopération CEE-Maghreb (dir.), Tunis, Centre d'études, de recherches et de publication de la Faculté de droit et des sciences politiques et économiques, 1981.
- (en) The New Institutional Economics and Development: Theory and Applications to Tunisia, Londres, Elsevier Science Ltd, 1989.
- (en) Development Strategy and Management of Market Economy (dir.), Oxford, Clarendon Press, 1997.
- (en) Financial Integration, Vulnerabilities to Crisis, and EU Accession in Five Central European Countries (World Bank Technical Papers), New York, World Bank Publications, 1999  (ISBN 978-0-821-34506-1).
- (en) MENA Development Report (dir.), New York, World Bank Publications, 2003.
- (en) Trade, Investment, and Development in the Middle East and North Africa: Engaging With the World (dir.), New York, World Bank Publications, 2003.
- (en) Governance and Private Investment in the Middle East and North Africa (dir.), New York, World Bank Publications, 2006.
- (en) Industrial Policy in the Middle East and North Africa: Rethinking the Role of the State (ouvrage collectif), Le Caire, American University in Cairo Press, 2007.
- (en) Breaking the Barriers to Higher Economic Growth: Better Governance and Deeper Reforms in the Middle East and North Africa, New York, World Bank Publications, 2008  (ISBN 9780821374153).
- (en) The Great Recession and Developing Countries, New York, World Bank Publications, 2010 (ASIN B004H1U1UC).
- (en) Natural Resources, Volatility and Inclusive Growth Perspectives from the Middle East and North Africa (dir.), Washington, Fonds monétaire international, 2012.
- J'y crois toujours : au-delà de la débâcle... une Tunisie démocratique et prospère, Tunis, Sud Éditions, 2019[18],[19].
- Tunisie dix ans et dans dix ans (ouvrage collectif), éd. Leaders, Tunis, 2021[20].
- (en) Tunisia's Economic Development: Why Better than Most of the Middle East but Not East Asia (avec Jeffrey B. Nugent), Londres/New York, Routledge, 2022[21],[22].
- Une nouvelle lecture de la crise de la dette publique des années 1860 en Tunisie, Carthage, Beït El Hikma, 2023[23].